# I Do I Do
„I Do I Do” – singel południowokoreańskiej grupy Secret, wydany 5 lutego 2014 roku w Japonii. Osiągnął 14 pozycję na liście Oricon i pozostał na niej przez 2 tygodnie, sprzedał się w nakładzie 8457 egzemplarzy. Jest to piąty japoński singel wydany przez zespół.
Na płycie znajdują się japońskie wersje wcześniej wydanych koreańskich piosenek – I Do I Do pojawiła się na singlu Gift from Secret, a CALLING U na minialbumie Poison.

## Lista utworów
| Nr | Tytuł                  | Słowa                   | Muzyka                  | Czas |
| -- | ---------------------- | ----------------------- | ----------------------- | ---- |
| 1. | "I Do I Do" (JPN Ver.) | Kang Ji-won, Kim Ki-bum | Kang Ji-won, Kim Ki-bum | 3:32 |
| 2. | "CALLING U" (JPN Ver.) |                         |                         | 3:34 |
| 3. | "I Do I Do" (instr.)   |                         | Kang Ji-won, Kim Ki-bum | 3:32 |

## Twórcy i personel
- Song Ji-eun – wokal
- Han Sun-hwa – wokal
- Jeon Hyo-sung – wokal
- Jung Ha-na – wokal